# Найкращий мешканець
«Найкращий мешканець» (англ. The Star Boarder) — американський короткометражний німий фільм за участю Чарлі Чапліна. Вийшов 4 квітня 1914 року.

## Сюжет
Герой Чапліна — найкращий мешканець мебльованих кімнат, що відверто фліртує з власницею. Чоловік хазяйки хоче виявити це та постійно стежить за ними — на прогулянці чи тенісному матчі. Нарешті маленькому синові хазяйки вдається викрити їх за допомогою фотоапарата. Починається бійка.

## У ролях
- Чарлі Чаплін — найкращий мешканець
- Едгар Кеннеді — чоловік хазяйки
- Мінта Дарфі — хазяйка кімнат
- Ґордон Ґріффіт — син хазяйки
- Еліс Девенпорт — подруга хазяйки
- Філліс Аллен — мешканка
- Джесс Денді — мешканець